# Kloster Almanarre
Das Kloster Almanarre (auch: Lamanarre oder La Manarre, ab dem 15. Jahrhundert St Bernard) war von 1221 bis 1793 ein französisches Kloster der Zisterzienserinnen bei (und später in) Hyères im Département Var.

## Geschichte

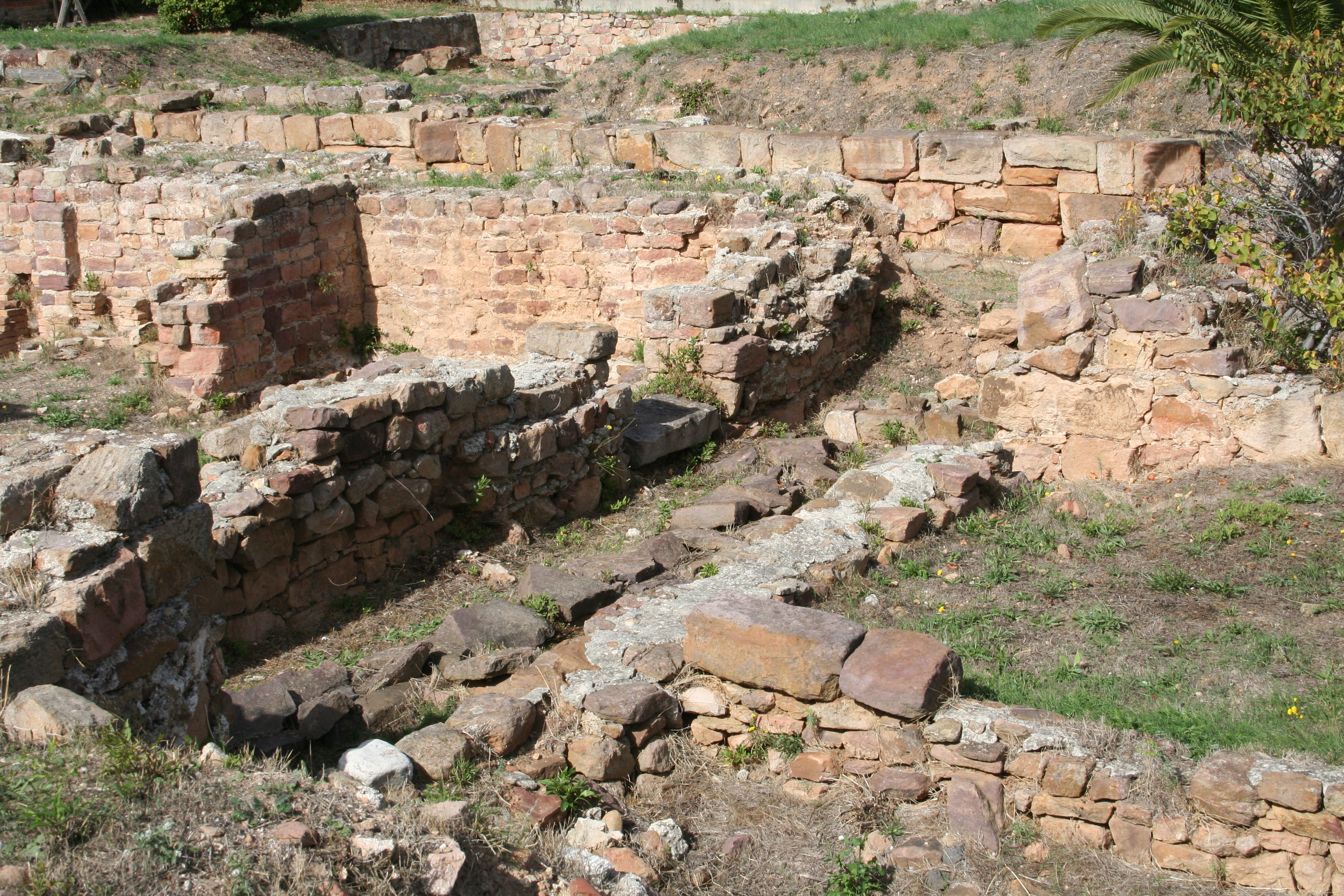
Mauerreste des Klosters Almanarre

Das auf den Ruinen der antiken Siedlung Olbia (Olbia de Provence) am Meeresufer südlich Hyères erbaute Benediktinerpriorat Almanarre (arabisch „Leuchtturm“), das Kloster Saint Gervais in Fos-sur-Mer unterstand, wurde 1220 vom Papst geschlossen und 1221 durch das aus Kloster Gémenos besiedelte Nonnenkloster Saint Pierre de l’Almanarre ersetzt, das 1223 in den Zisterzienserorden aufgenommen und der Abtei Le Thoronet unterstellt wurde. Zu ihrer größeren Sicherheit wechselten die Nonnen im 15. Jahrhundert in die benachbarte Stadt Hyères und wohnten bis zur Auflösung durch die Französische Revolution 1793 im Kloster Saint-Bernard (auch Château St Bernard) unterhalb der Burg, wo heute die Villa Noailles steht. Almanarre ist archäologisch erschlossen.